# Tell Me All About Yourself
Tell Me All About Yourself è un album in studio del musicista statunitense Nat King Cole, pubblicato nel 1960.

## Tracce
1. Tell Me All About Yourself (Hub Atwood, Mel Leven) – 2:08
2. Until the Real Thing Comes Along (Mann Holiner, Alberta Nichols, Sammy Cahn, Saul Chaplin, L.E. Freeman) – 3:10
3. The Best Thing for You (Would Be Me) (Irving Berlin) – 2:01
4. When You Walked By (Johnny Burke, Joe Bushkin) – 2:49
5. Crazy She Calls Me (Bob Russell, Carl Sigman) – 2:37
6. You've Got the Indian Sign on Me (Johnny Burke, Joe Bushkin) – 1:49
7. For You (Johnny Burke, Al Dubin) – 2:21
8. Dedicated to You (Sammy Cahn, Saul Chaplin, Hy Zaret) – 2:53
9. You Are My Love (Stanley Bass, Noel Sherman) – 1:56
10. This Is Always (Mack Gordon, Harry Warren) – 2:57
11. My Life (Nat King Cole, Nat Simon) – 2:12
12. (I Would Do) Anything for You (Alex Hill, Claude Hopkins) – 1:47